# Keramická textilní vlákna
Keramická textilní vlákna jsou polykrystaliny nebo amorfní keramické výrobky z nekovových anorganických látek.
Z amorfních nekovových látek se zhotovují také skleněná vlákna, ta se však nepovažují za keramické výrobky (odlišují se výrobní technologií).

## Z historie keramických vláken
V roce 1942 bylo v USA vynalezeno první keramické textilní vlákno (filament vyrobený zvlákňováním z taveniny aluminosilikátu), s průmyslovou výrobou vláken se začalo v roce 1953. K širšímu použití keramických textilií došlo v 70. letech 20. století pod vlivem tehdejší světové ropné krize.
V 21. století se výroba keramických vláken rozšiřuje ročně o 5–10 %. V roce 2017 obnášel celosvětový výnos z prodeje keramických vláken 1,63 miliardy USD, v roce 2024 se počítá s výnosem 2,4 miliardy USD.

## Druhy keramických vláken
Výrobky se zpravidla dělí na dvě skupiny: vlákna oxidová a neoxidová.

### Oxidová keramická vlákna
Oxidová vlákna jsou výrobky z oxidů s vysokým bodem tání.

#### Způsob výroby a struktura produktů

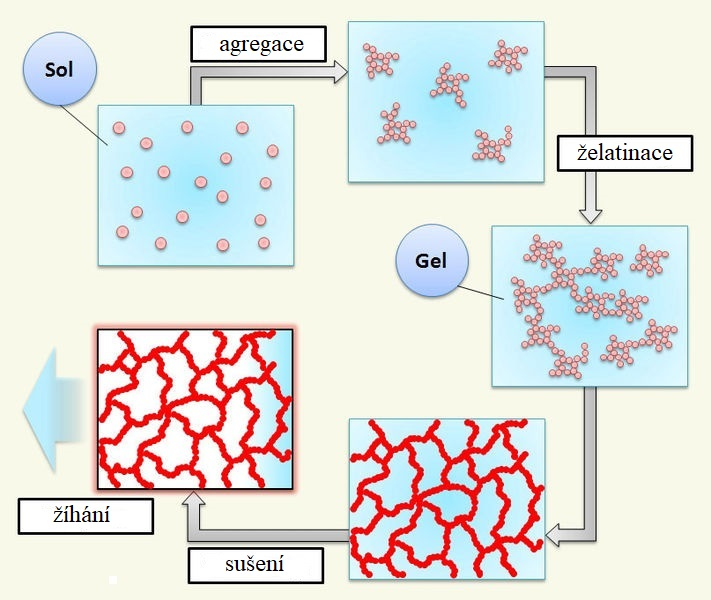
Schéma procesu sol-gel

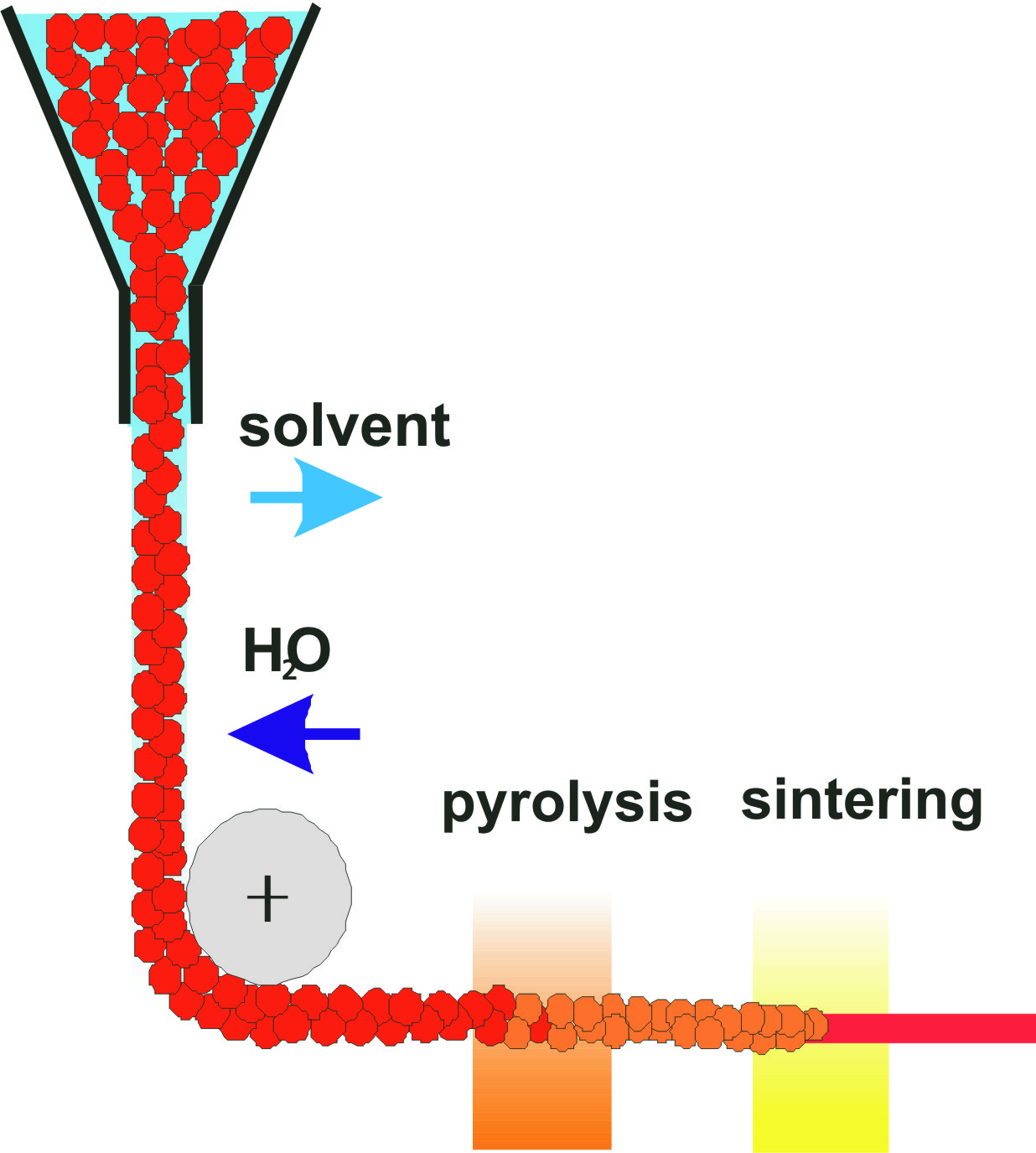
Schéma procesu zvlákňování keramických materiálů

| Technologie zvlákňování | Chemické složení běžně vyráběných druhů |
| ----------------------- | --------------------------------------- |
| Sol-gel                 | Al2O3, SiO2, Y3Al5O12, TiO2             |
| s prekurzory            | MgAl2O4, Y3Al5O12, TiO2                 |
| CVD                     | TiO2                                    |

#### Výrobní proces sol-gel
Princip: 
Z  prekurzoru (např.  polycarbomethylsilan) vzniká ve vakuu při zvýšené teplotě hustá tekutá masa, která po zchlazení ztuhne. Tento sklovitý materiál se pak taví a protlačuje tryskou, vznikající gelové vlákno obsahuje organické částice, které se odstraňují sušením a pyrolýzou. Sintrováním při vysokých teplotách (1800–2000 °C) pak materiál krystalizuje a zhušťuje se. 
Vlákna se vyrábějí ve formě rovingů s max. 1000 filamenty nebo jako monofilamenty s tloušťkou nad 100 µm. Většinou jsou to oxidová vlákna, možná je však také výroba neoxidových a nekrystalických systémů.

#### Vlastnosti
Oxidová keramická vlákna se průmyslově vyrábí ve formě filamentů nebo sekaných vláken (chopped) v jemnostech ca 10–20 µm, s tažnou pevností 1700–3300 MPa a modulem pružnosti 150–370 GPa.
Vlákno je odolné proti oxidaci, ale má sklon k deformaci při mechanickém zatížení a teplotách nad 1100 °C a dá se poměrně levně vyrábět.

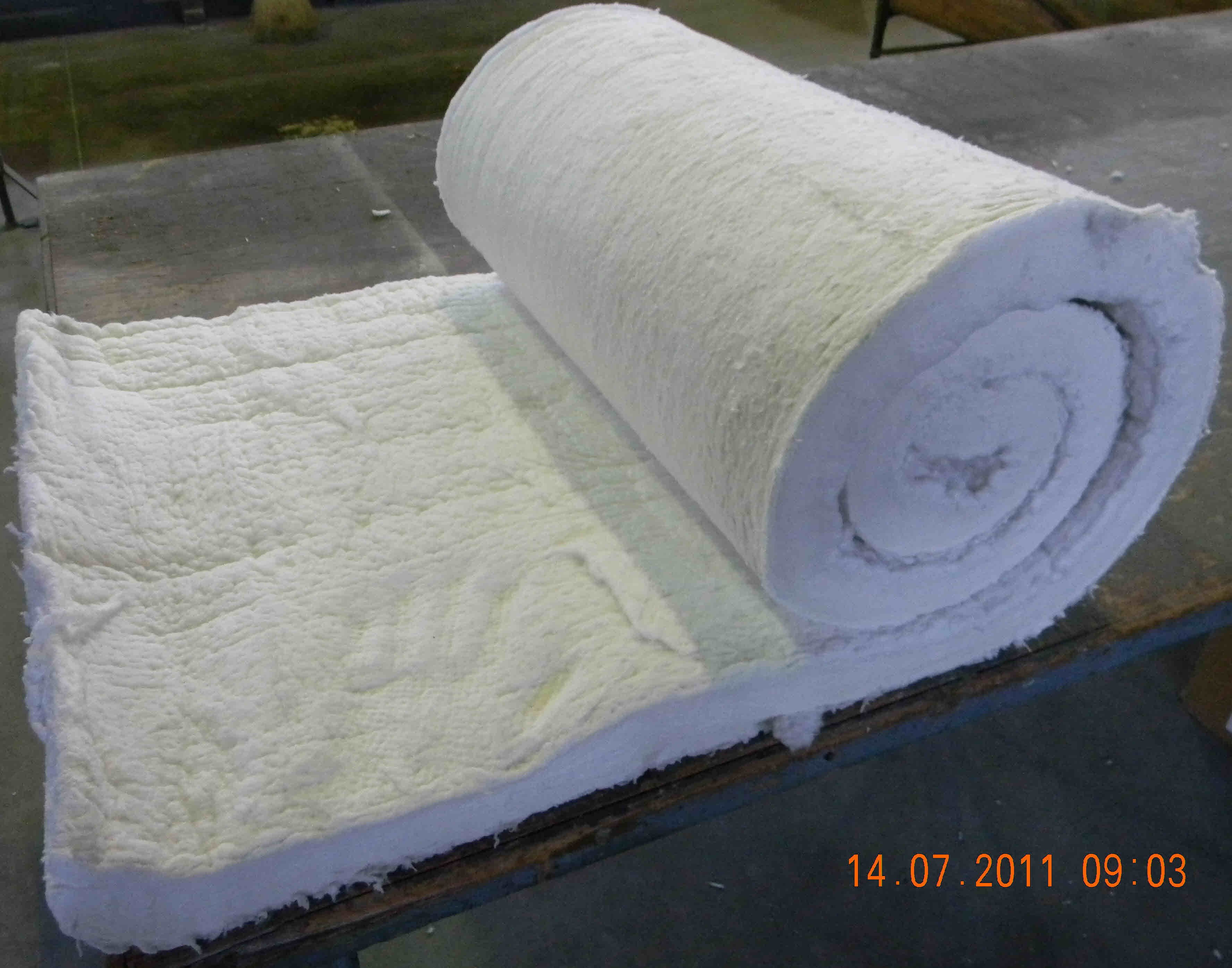
Rouno z krátkých oxidových keramických vláken

Příklady oxidových filamentů ze začátku 21. století:
| Značka vlákna | Složení (%)                    | Jemnost µm | Hustota g/cm3 | Pevnost MPa | Modul GPa | Cena USD/kg |
| ------------- | ------------------------------ | ---------- | ------------- | ----------- | --------- | ----------- |
| Nextel 312    | Al2O3 (62) SiO2 (24) B2O3 (14) | 10–12      | 2,7           | 1700        | 150       | 150         |
| Nextel 610    | Al2O3                          | 10–12      | 3,88          | 1900        | 373       | 2000        |

#### Použití
Tepelné izolace (Saffil, Nextel 312) v cenách od 4,50 €/kg, brzdová obložení (od 9 €/kg), filtry, výztuže kompozitů (Nicalon), trysky hořáků.

### Neoxidová keramická vlákna
Neoxidová vlákna jsou výrobky na bázi sloučenin SiC a Si-C-(N)-O.

#### Způsob výroby a struktura produktů
| Technologie zvlákňování | Chemické složení běžně vyráběných druhů |
| ----------------------- | --------------------------------------- |
| s prekurzory            | SiC, Si3N4                              |
| CVD                     | SiC, B4C                                |

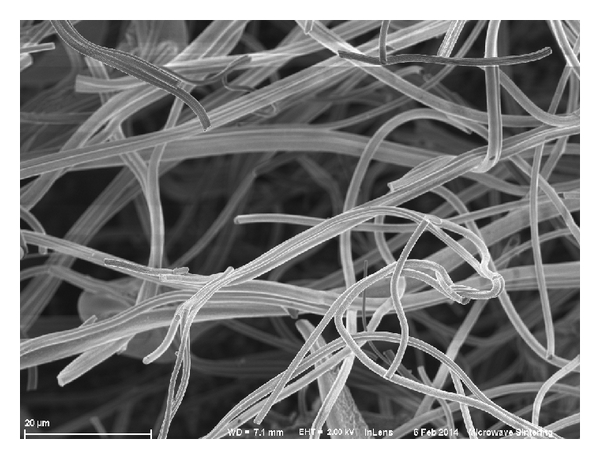
Keramická vlákna z β-SiC vyrobená pyrolýzou z prekurzoru

V roce 2015 byla např. laboratorně vyrobena keramická vlákna z karbidu křemíku β-SiC kombinací tzv. silového zvlákňování (forcespinning) a  mikrovlnné pyrolýzy. Jako prekurzor byla použita sloučenina polystyrenu, uhlíku a křemíku (C2H6Si)n. Výrobní proces filamentů s průměrem 0,3–2 µm a délkou až 1,8 m (ukázka na mikroskopickém snímku vpravo) má být rychlejší než u dosud známých metod. (O komerčním využití této metody nebylo do roku 2022 nic publikováno).

#### Vlastnosti
Neoxidová jsou vysoce odolná proti deformaci až do 1500 °C, pevnější (až 4000 Mpa) a pružnější než oxidová vlákna, málo odolná proti oxidaci v atmosféře a velmi drahá ve výrobě.

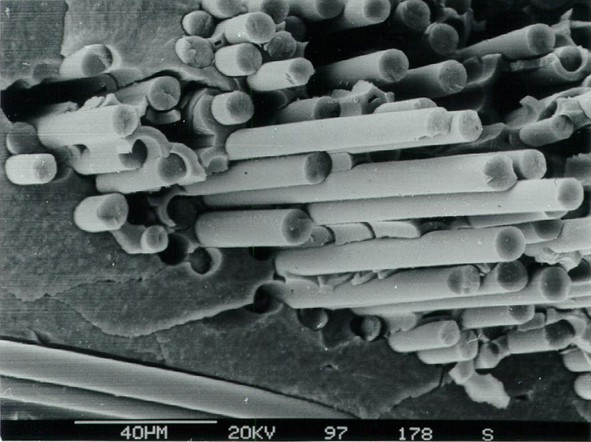
Úlomek kompozitu s výztuží z SiC-filamentů (1000x zvětšený)

Příklady neoxidových filamentů ze začátku 21. století:
| Značka vlákna | Složení (%)                 | Jemnost µm | Hustota g/cm3 | Pevnost MPa | Modul GPa | Cena USD/kg |
| ------------- | --------------------------- | ---------- | ------------- | ----------- | --------- | ----------- |
| Nicalon NL    | Si (56,5) C (31,2) O (12,3) | 14         | 2,50          | 3000        | 200       | 700         |
| HI-Nicalon    | Si (63,7) C (35,8) O (0,5)  | 14         | 2,74          | 2800        | 270       | 12000       |

#### Použití
(téměř výlučně) astronautika, letectví, jaderná energetika.